# 沃森維爾章克申 (加利福尼亞州)
沃森維爾章克申（英語：Watsonville Junction）是位於美國加利福尼亞州蒙特雷縣的一個非建制地區。該地的面積和人口皆未知。

## 地理
沃森維爾章克申的座標為35°53′42″N 121°44′45″W / 35.89500°N 121.74583°W，而該地的平均海拔高度為10米（即33英尺）。